# Paracapnia humboldta
Paracapnia humboldta är en bäcksländeart som beskrevs av Baumann och Jonathan J.Lee 2007. Paracapnia humboldta ingår i släktet Paracapnia och familjen småbäcksländor. Inga underarter finns listade i Catalogue of Life.